# Rombicosidodecaedro metagiroide disminuido
En geometría, el rombicosidodecaedro metagiroide disminuido es uno de los sólidos de Johnson (J78).
Los 92 sólidos de Johnson fueron nombrados y descritos por Norman Johnson en 1966.